# Stade Auguste-Delaune

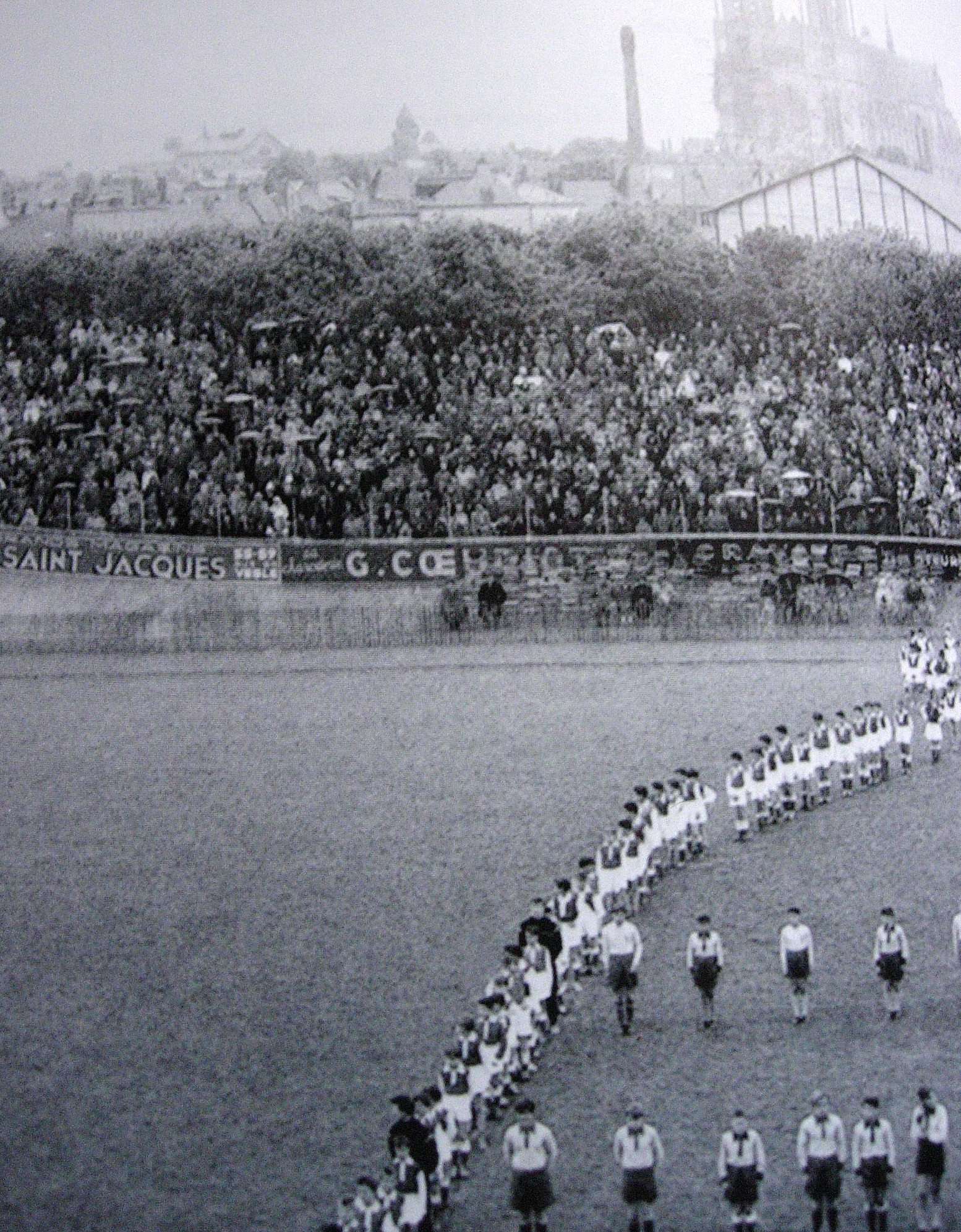
Stade Vélodrome um 1940

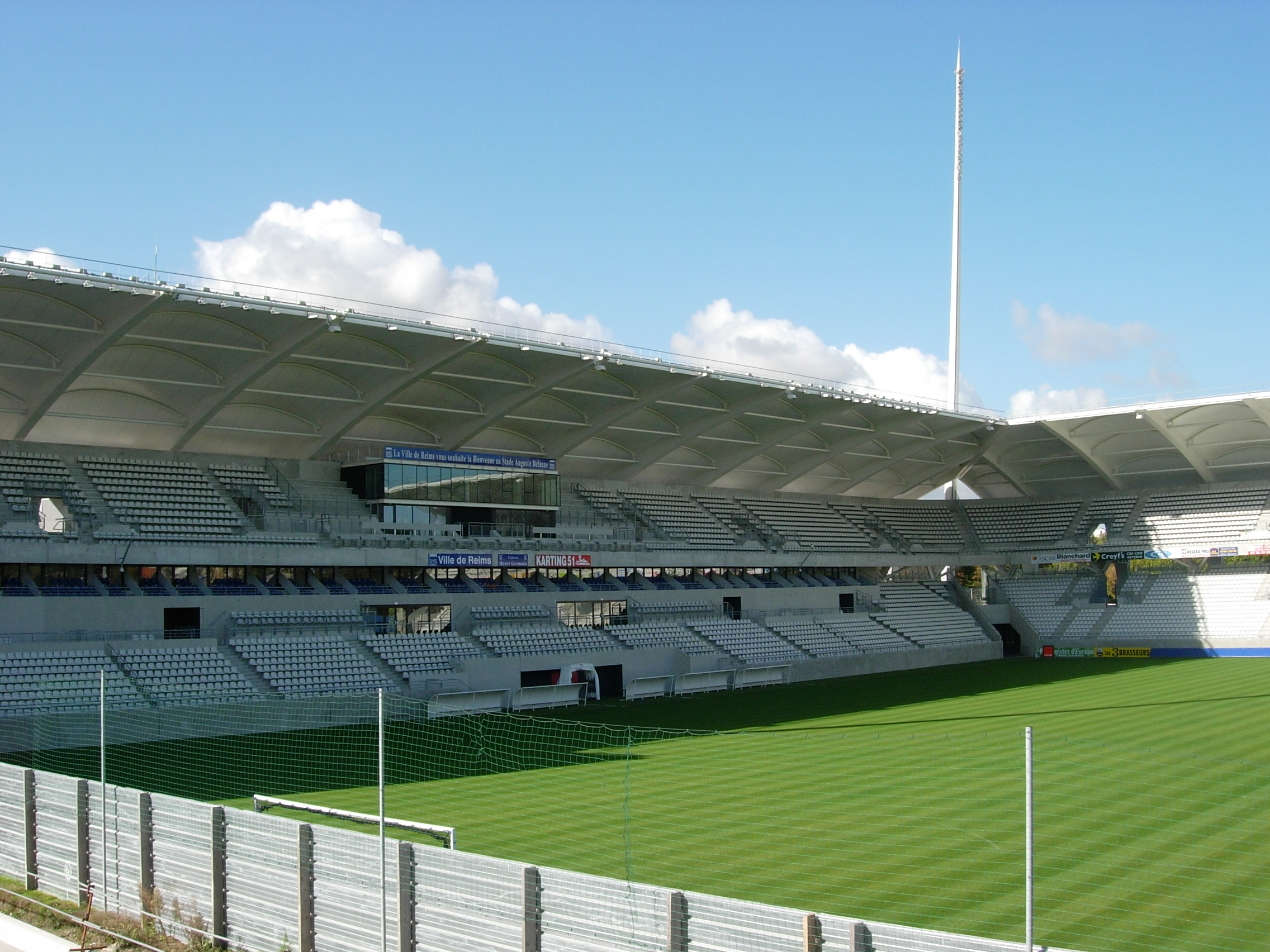
Tribünen Henri Germain
und Albert Batteux (rechts)

Das Stade Auguste-Delaune ist ein reines Fußballstadion im Besitz der Stadt Reims, in dem Stade Reims seine Heimspiele austrägt.
Es liegt unmittelbar südlich der Vesle und der Autoroute A4 (Ausfahrt Reims-Cathédrale), dabei sehr zentral in der Stadt, an der Chaussée Bocquaine.

## Das alteStade Vélodrome Municipal Auguste-Delaune
Das ursprüngliche Stade Auguste-Delaune wurde ab 1931 als kombiniertes Rad- und Fußballstadion (stade vélodrome) erbaut, ab 1934 genutzt und 1935 durch den seinerzeitigen Staatspräsidenten Albert Lebrun offiziell eingeweiht. Bei der Fußball-Weltmeisterschaft 1938 war es Austragungsort des Achtelfinalspiels zwischen den Mannschaften Ungarns und Niederländisch-Indiens. Bis 1945 hieß es Stade Vélodrome Municipal; dann erhielt es den Namen des 1943 von der Gestapo ermordeten Sportlers und Widerstandskämpfers Auguste Delaune. 
Nach dem Zweiten Weltkrieg erspielte Stade Reims seine zahlreichen Titel und Erfolge (sechs Meisterschaften und zwei Landespokalgewinne bis Mitte der 1960er Jahre) darin. Zu seinen internationalen Freundschafts- und den Heimspielen im Europapokal der Landesmeister wich der Klub allerdings häufig in den Pariser Parc des princes aus, weil dort Kapazität und Zuschauerzuspruch deutlich höher waren: selbst in den erfolgreichsten Jahren des Vereins entrichteten selten mehr als 10.000 bis 11.000 Besucher ihren Obolus an den Kassenhäuschen des Stade Auguste-Delaune. Der Rekordbesuch mit 27.774 Zuschauern bei einem Pokalhalbfinalspiel gegen Olympique Marseille datierte vom 2. Juni 1987, als die Heimelf längst nicht mehr in der höchsten Spielklasse vertreten war. Der höchste Besuch in einem Spiel der Division 1 stammt aus dem November 1976, als 25.225 Zuschauer der Begegnung zwischen Stade Reims und der AS Saint-Étienne beiwohnten.
Die Radrennbahn war eine der schnellsten Pisten Frankreichs, auf der mehrere französische Radsportmeisterschaften ausgetragen und unter anderem durch Serge Blin (1950), Raymond Galopin, Jacques Séguin (beide 1956) sowie Yvon Ramella (1957) nationale Stundenrekorde aufgestellt wurden.

## Der Neubau Anfang des 21. Jahrhunderts
Nachdem das Stadion in den 1980er und 1990er Jahren – parallel zum sportlichen und finanziellen Niedergang des Vereins – mangels Erhaltensinvestitionen immer weiter verfiel und 1999 nur noch für eine Kapazität von rund 7.000 Plätzen zugelassen war, entstand um die Jahrtausendwende die Idee zu einem Neubau, der den Vorgaben der Fußballverbände FFF und UEFA und den veränderten Ansprüchen an den Komfort entsprechen sollte. Nach Komplettabriss der traditionsreichen Spielstätte einschließlich der Radpiste wurden schrittweise die neuen, reinen, vollständig überdachten Sitztribünen, das Spielfeld und die Stadioninfrastruktur errichtet. 2006 wurden die Haupt- und die Nordtribüne fertiggestellt, die beiden anderen Tribünen des auch kurz Delaune II genannten Stadions Anfang Oktober 2008. Das von Architekt Michel Rémon entworfene Stade Auguste-Delaune bietet seither 21.684 Zuschauern Platz. Die einzelnen Tribünen bestehen jeweils aus einem getrennt erschlossenen Ober- und einem Unterrang; da sie zudem relativ steil sind, besteht von allen Plätzen aus sehr gute Sicht auf den Naturrasenplatz. In den Neubau ist der zentrale Fanshop von Stade Reims integriert.
Als einzige Reminiszenz an die „große Zeit“ des Reimser Fußballs wurden die historischen Namen der vier Stadionseiten beibehalten: sie heißen Tribune Henri Germain (Haupttribüne, 5.056 Plätze), Tribune Albert Batteux (Nordtribüne, 4.180 Plätze, davon 992 für Gästefans), Tribune Francis Méano (Gegen-) und Tribune Robert Jonquet (Südtribüne), die letzten beiden mit zusammen 12.448 Plätzen. Ein erster Auslastungsrekord wurde mit 19.995 zahlenden Besuchern am 5. Dezember 2008 anlässlich des Gastspiels von Zweitliga-Tabellenführer RC Lens erreicht. Am 1. März 2011 wurden anlässlich des Pokalviertelfinalspiels gegen OGC Nizza zwar „nur“ 19.763 Zuschauer verzeichnet, weil der Gegner lediglich etwa 200 Plätze beanspruchte; mehr Karten durften aufgrund der Fan-Trennung jedoch nicht verkauft werden. 
Am 31. Mai 2012 hat das neue Stadion erstmals die französische Männer-Nationalelf empfangen, die dort gegen Serbien ein Vorbereitungsspiel auf die Europameisterschaftsendrunde austrug. Am 29. Juni 2013 kehrten auch Frankreichs Frauen an diese „Geburtsstätte des französischen Frauenfußballs“ zurück, die in Reims gegen Norwegen gleichfalls ein EM-Vorbereitungsmatch bestritten.

## Spiele der Fußball-Weltmeisterschaft der Frauen 2019 in Reims
Sechs Mal kam das Stadion von Reims bei der Fußball-Weltmeisterschaft der Frauen 2019 zum Einsatz.
- 8. Juni 2019, Gruppe A:  Norwegen –  Nigeria 3:0 (3:0)
- 11. Juni 2019, Gruppe F:  Vereinigte Staaten –  Thailand 13:0 (3:0)
- 14. Juni 2019, Gruppe C:  Jamaika –  Italien 0:5 (0:2)
- 17. Juni 2019, Gruppe A:  Südkorea –  Norwegen 1:2 (0:1)
- 20. Juni 2019, Gruppe E:  Niederlande –  Kanada 2:1 (0:0)
- 24. Juni 2019, Achtelfinale:  Spanien –  Vereinigte Staaten 1:2 (1:1)